# Estadio Alfonso Colmán
Het Estadio Alfonso Colmán is een multifunctioneel stadion in Fernando de la Mora, een stad in Paraguay. 
Het stadion wordt vooral gebruikt voor voetbalwedstrijden, de voetbalclub Club Sport Colombia maakt gebruik van dit stadion. In het stadion is plaats voor 7.000 toeschouwers. Het stadion werd geopend in 1987.